# Tranvia de Ayacucho
A tranvia de Ayacucho, também conhecida como Linha T-A, é um sistema de Translohr que opera nas três comunas da zona centro-oriental do município de Medellín, na Colômbia. É operado pela Empresa de Transporte Masivo del Valle de Aburrá Limitada (ETMVA).
É composto atualmente por uma única linha em operação, que possui 9 estações e 4,3 km de extensão. O sistema foi inaugurado no dia 20 de outubro de 2015 pelo presidente colombiano Juan Manuel Santos. Já a operação comercial, com cobrança de tarifa, foi iniciada em 31 de março de 2016. O sistema beneficia cerca de 360 mil habitantes das seguintes comunas: Buenos Aires, La Candelaria e Villa Hermosa.
Faz parte do Sistema Integrado de Transporte do Vale do Aburrá (SITVA), junto com o metropolitano de Medellín, o Metrocable de Medellín, o Metroplús e o EnCicla. As seguintes estações possibilitam integração física com outros sistemas do SITVA: a Estação San Antonio, com as duas linhas do metro de Medellín; a Estação San José, com a Linha 2 do Metroplús; e a Estação Oriente, com a Linha H do Metrocable de Medellín.

## História

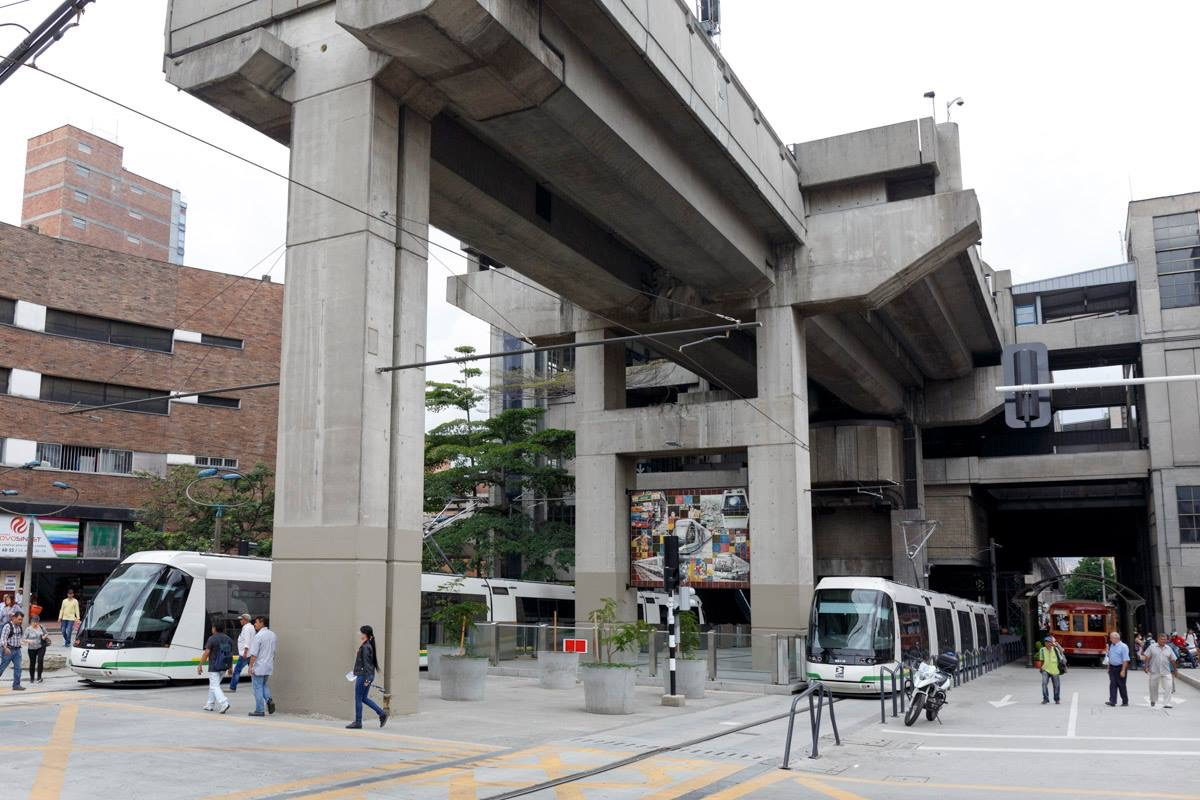
Translohrs na Estação San Antonio da tranvia de Ayacucho

No início do século XX, Medellín era uma cidade dotada de algumas linhas de bonde. Devido à massificação do uso do automóvel e do ônibus como meios de transporte urbano, fato que nas décadas seguintes ocasionaria problemas de congestionamentos, as linhas de bonde que operavam em Medellín foram gradualmente extintas até 1951, ano em que as linhas remanescentes tiveram as operações encerradas. O crescimento da população impulsionou a proliferação de carros nas vias medellinenses que, junto com a ausência de sistemas de transporte público de média/alta capacidade, agravaram os problemas de mobilidade da cidade. Cidades como Buenos Aires, Dublin e Sydney, que enfrentaram problemas semelhantes na segunda metade do século XX, optaram por reintroduzir os bondes ao cenário urbano.
Entre 1995 e 1996, foram inauguradas as duas linhas atualmente em operação do metro de Medellín, a Linha A e a Linha B, que, no entanto, não atendem as comunas da zona centro-oriental do município. A Linha A cruza a cidade de norte a sul, enquanto que a Linha B atende a zona centro-ocidental.
No dia 13 de maio de 2011, a prefeitura de Medellín assinou um contrato com a fabricante francesa Lohr Industrie, adquirida pela Alstom em 2012, visando a construção de uma linha de Translohr na zona centro-oriental, integrada fisicamente à Estação San Antonio do metro de Medellín. A construção da linha, que custou no total quase 700 bilhões de pesos colombianos e que contou com a participação de várias empresas espanholas, iniciou-se em setembro de 2013. O primeiro dos 12 veículos encomendados para operarem na tranvia de Ayacucho chegou ao município de Bello em 6 de julho de 2014, tendo sido transladado posteriormente para a Estação Miraflores do metro de Medellín para ser submetido a vários testes e diagósticos.
No dia 20 de outubro de 2015, o presidente colombiano Juan Manuel Santos inaugurou a tranvia de Ayacucho, em ato que contou com a presença de outras autoridades locais. A operação comercial do sistema foi iniciada em 31 de março de 2016. No dia 17 de dezembro de 2017, a Linha H do Metrocable de Medellín, que é integrada fisicamente à Estação Oriente do Translohr, foi inaugurada. Futuramente, será inaugurada a Linha M do Metrocable de Medellín, que terá a Estação Miraflores como uma das estações terminais. Tanto a Linha H quanto a Linha M são consideradas linhas complementares à tranvia de Ayacucho.

## Estações
O sistema é composto por 9 estações em operação, das quais todas são superficiais. As estações que estão em operação são listadas a seguir:
- San Antonio
- San José
- Pabellón del Agua EPM
- Bicentenario
- Buenos Aires
- Miraflores
- Loyola
- Alejandro Echavarría
- Oriente

## Material rodante

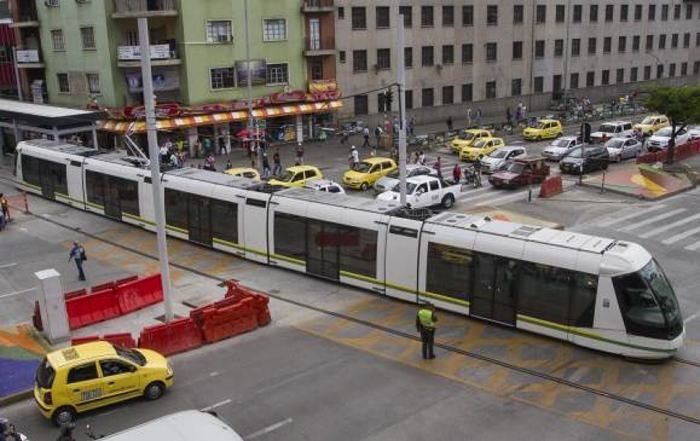
Translohr cruzando uma avenida em Medellín.

No sistema, operam 12 bondes, cada um com 39 metros de comprimento, 2,2 metros de largura e 3 metros de altura. Os bondes pesam 35,2 toneladas, têm capacidade para 300 passageiros e possuem 5 portas de cada lado. A alimentação elétrica é feita por meio de fiação aérea, cuja rede, de corrente contínua, possui uma tensão de 750 V.
Os elétricos que operam no sistema, denominados Translohr, foram desenvolvidos pela fabricante francesa Lohr Industrie. Um Translohr é uma espécie de bonde que, além de extrair energia elétrica através de fiação aérea, é guiado por um trilho central e rola por meio de pneus de borracha. Dada as elevações da região em que a linha passa, preferiu-se a implementação de um sistema de metropolitano sobre pneus ao invés de um sistema de veículo leve sobre trilhos.